# Sân bay Khon Kaen
Sân bay Khon Kaen tiếng Thái: ท่าอากาศยานขอนแก่น (IATA: KKC, ICAO: VTUK) là một sân bay tại Khon Kaen, Thái Lan.

## Các hãng hàng không
| Hãng hàng không  | Các điểm đến                                    |
| ---------------- | ----------------------------------------------- |
| Thai AirAsia     | Bangkok–Don Mueang, Chiang Mai, Hat Yai, Phuket |
| Thai Lion Air    | Bangkok–Don Mueang                              |
| Thai Smile       | Bangkok–Suvarnabhumi                            |
| Thai VietJet Air | Bangkok–Suvarnabhumi                            |

## 2021 nâng cấp sân bay
Sân bay đã chứng kiến tốc độ tăng trưởng hàng năm là 20% mỗi năm kể từ năm 2013, xử lý khoảng hai triệu hành khách trong năm 2017. Cục Sân bay (DOA) đã ký một bản ghi nhớ hiểu biết (MOU) để nâng cấp sân bay Khon Kaen vào năm 2021. Dự án hai tỷ baht sẽ tăng công suất hành khách từ 2,8 triệu lên năm triệu mỗi năm. Nhà ga sẽ được mở rộng từ 16.500 m² lên 44.500 m² để có thể phục vụ 1000-2000 lượt khách mỗi giờ.